# Helios Ridge
Helios Ridge ist ein breiter und 7 km langer Gebirgskamm im ostantarktischen Viktorialand. In der Olympus Range des Transantarktischen Gebirges erstreckt er sich vom Mount Helios in ostnordöstlicher Richtung in die Umgebung des Lake Brownworth und ragt zwischen der Ostflanke der Mündung des Clark-Gletschers und dem Wright Valley auf. Schmelzwasserbäche fließen um ihn in östlicher Richtung herum, bevor sie in den Onyx River münden.
Das Advisory Committee on Antarctic Names benannte ihn 1997 in Anlehnung an die Benennung des Mount Helios. Dessen Namensgeber ist Helios, der Sonnengott aus der griechischen Mythologie.